# فرد تورنبول
فرد تورنبول (بالإنجليزية: Fred Turnbull)‏ (26 أغسطس 1946 في المملكة المتحدة - ) هو لاعب كرة قدم بريطاني في مركزي قلب الدفاع والدفاع. لعب مع أستون فيلا ونادي هاليفاكس تاون.